# Katie Combaluzier
Katia Combaluzier (18 gennaio 1994) è una sciatrice alpina canadese paralimpica, che ha gareggiato ai Campionati mondiali e alle Paralimpiadi invernali del 2022, vincitrice di due medaglie di argento e una di bronzo ai Campionati mondiali di Lillehammer 2021.

## Carriera
Combaluzier ha fatto il suo debutto ai Campionati mondiali di sci alpino paralimpico a Lillehammer nel 2021, dove ha vinto la medaglia d'argento nella supercombinata e nello slalom gigante. È arrivata invece terza nella discesa libera, qualificandosi per competere alle Paralimpiadi invernali del 2022.

## Palmarès

### Campionati mondiali
- 3 medaglie:
  - 2 argenti (supercombinata e slalom gigante a Lillehammer 2021)
  - 1 bronzo (discesa libera a Lillehammer 2021)